# Thoodzata basifusca
Thoodzata basifusca är en insektsart som beskrevs av William Lucas Distant 1909. Thoodzata basifusca ingår i släktet Thoodzata och familjen spottstritar. Inga underarter finns listade i Catalogue of Life.